# Бакинский судостроительный завод
Бакинский судостроительный завод — завод в городе Баку, Азербайджан. Крупнейший судостроительный завод в странах акватории Каспийского моря.

## Общая информация
Завод спроектирован британской компанией «Royal Haskoning». Завод обеспечен оборудованием, произведённым в Финляндии, Нидерландах, Германии, Чехии, Великобритании, Южной Корее и Сингапуре.
Строительство было совместно реализовано Азербайджанской инвестиционной компанией, SOCAR и Сингапурской компанией Keppel.
SOCAR, Азербайджанская инвестиционная компания и Сингапурская оффшорная и морская компания Keppel создали совместное предприятие «Бакинское судостроительство» по строительству и эксплуатации завода. В соответствии с контрактом, подписанным между учредителями 10 декабря 2010 года, распределение долей составило: SOCAR — 65 %, АИК — 25 %, Keppel Offshore & Marine Company — 10 %.
Строительство начато в марте 2010 года и завершено в третьем квартале 2013 года.
Стоимость строительства судостроительного завода составила 470 млн долл.

## Деятельность
На первом этапе было построено 4 танкера мощностью 15 тысяч тонн в год, 4 мореплавателя и буксирный танкер. Кроме строительства новых судов, осуществляется работа по ремонту судов. 
Принимая во внимание увеличение объёма грузовых перевозок в Каспийском море, на втором этапе на заводе были построены танкеры мощностью 60 — 70 тысяч тонн в год.

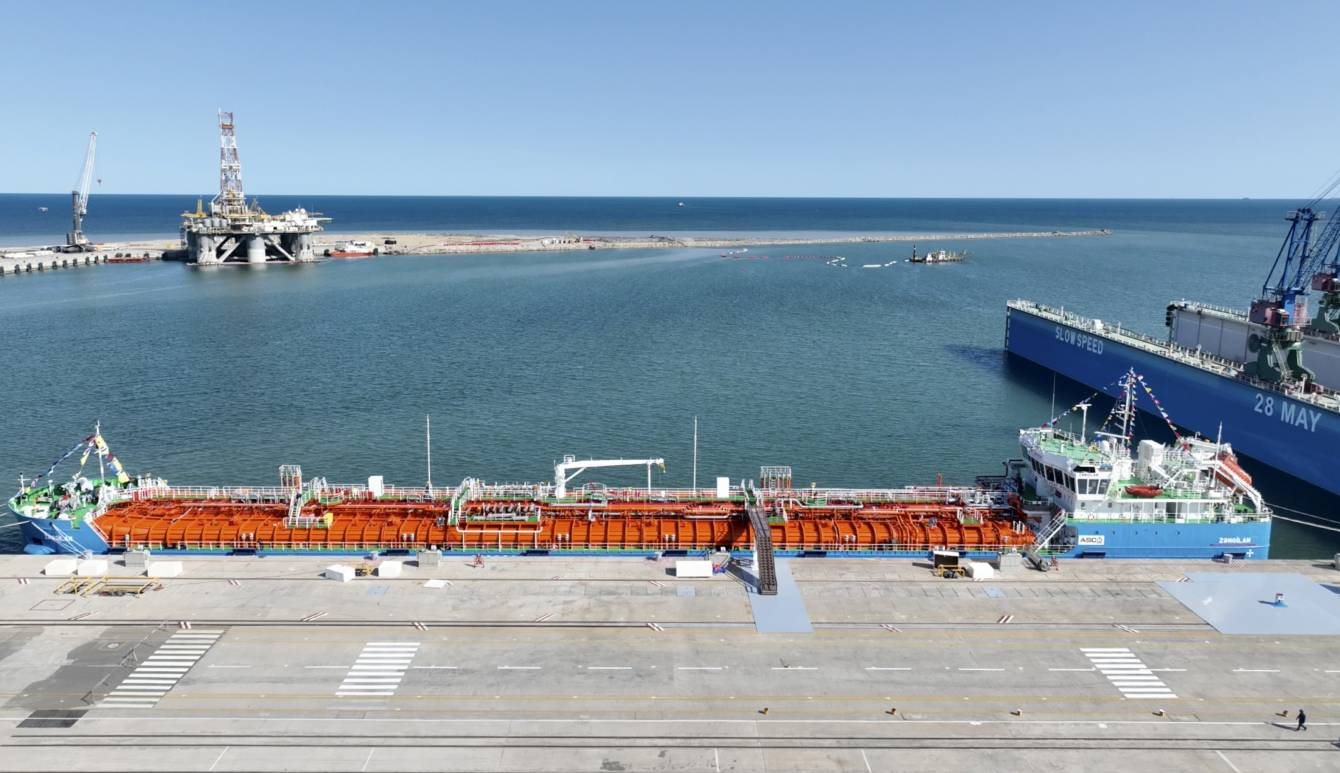
Танкер Зангилан 2 июля 2024

По заказу ЗАО «Азербайджанское Каспийское морское пароходство» 9 февраля 2017 года состоялась закладка судна «Лачин» по проекту украинских инженеров. Длина танкера составляет 141 м, ширина −16,98 м, осадка — 4,54 м./3,6 м. Строительство завершилось в декабре 2019 года. Танкер вошёл в рейтинг ТОП 50 лучших судов мира 2019 года по версии Британского Королевского общества корабельных инженеров RINA (Royal Institution of Naval Architects).
В 2017 году сдано подводное строительное судно «Ханкенди». Судно предназначено для работ на месторождении Шах-Дениз для проекта Шах-Дениз-2. Планируется подводная установка. Максимальная скорость корабля составляет 13,5 узлов. Протяженность — 155 м, ширина — 32 м, высота — 13 м. Судно имеет динамическую систему позиционирования для работы на волнах высотой до 3,5 м. Базовый кран для подводных операций — до 600 метров, две подводные капсулы для 18 человек, два пульта дистанционного управления, усиленный вал. Общая мощность судна составляет 17 600 тонн, расход воды — 6,5 метров, грузоподъемность — более 5000 метрических тонн.
В процессе строительства кораблей используются металлообработка, сварка, покрытие, цифровое транспортное оборудование. После запуска первым заказом было полупроводниковое устройство DSS 38M, которое было заказано Caspian Drilling Company LTD. На верфи сделана палуба пантеона устройства, а также верхняя палуба.
В сентябре 2021 года введён в эксплуатацию танкер «Кяльбаджар».

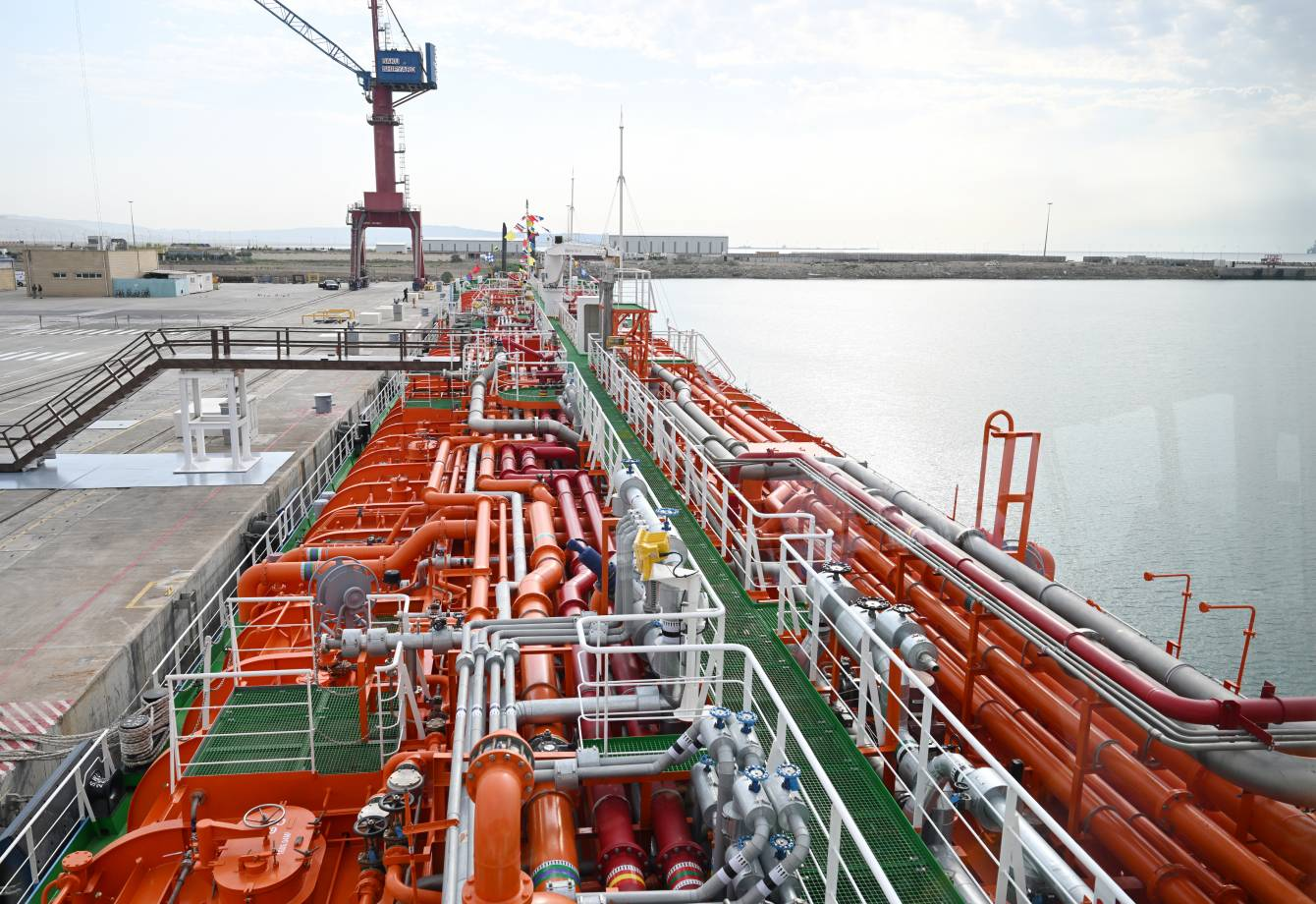
Танкер Зангилан 2 июля 2024

На май 2022 года построены и введены в эксплуатацию транспортное судно «SOCAR-1», пассажирские судна «Üfüq» («Горизонт»), «Zəfər» («Победа»), «Туран», танкеры «Лачин», «Кяльбаджар», судно-паром «Азербайджан».
28 апреля 2022 года окончена постройка и спущено на воду паромное судно типа Ro-Pax «Зарифа Алиева».
Cудно-паром «Азербайджан» включено в список 50 лучших судов мира 2021 года Британского Королевского Общества Морских Инженеров.
7 декабря 2022 года сдан в эксплуатацию танкер «Академик Хошбахт Юсифзаде». Длина танкера — 141 м, ширина — 16,9 м. Грузоподъёмность — 7 800 тонн. Танкер предназначен для перевозки нефтяной и химической продукции.
2 июля 2024 года введён в эксплуатацию танкер «Зангилан». Танкер предназначен для перевозки нефтехимической продукции. Длина танкера — 141 м, ширина — 16,9 м, высота — 6м. Грузоподъёмность — 8 009 тонн. Максимальная скорость — 10 узлов в час. На судне расположены шесть грузовых танков общей вместимостью 9 212 м3.

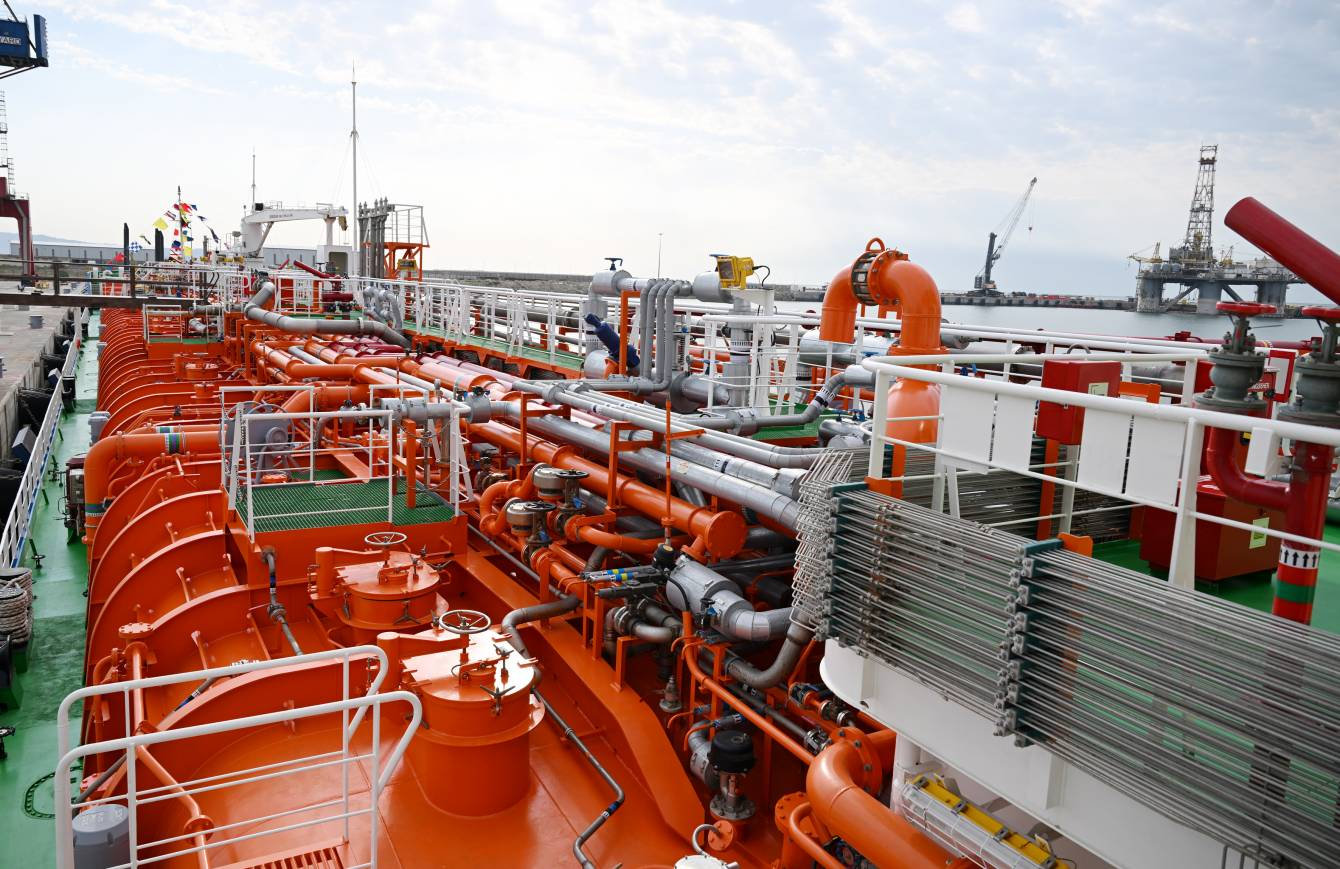
Танкер Зангилан 2 июля 2024

Планируется постройка кораблей совместно с голландской судостроительной компанией «Damen Group», и производство танкеров класса "река-море" для транспортировки нефтепродуктов совместно с Объединённой судостроительной корпорацией.

## Технические сведения
Завод способен ремонтировать 80 — 100 судов в год. Количество сотрудников завода превышает 2 000 человек.
Производственная мощность составляет 25 тысяч тонн металлоконструкций в год. Общая площадь предприятия составляет 620 тысяч квадратных метров. Для обеспечения электроснабжения завода были построены подстанции. Кроме того, были построены мост длиной 1630 метров, пятиэтажное административное здание, учебный центр, различные офисы и склады, производственные мастерские, ремонтные работы, столовая, медицинский центр, компрессорное здание.